# أنجليكا ماندي
أنجليكا ماندي (بالإنجليزية: Angelica Mandy) (و. 1992  م) هي ممثلة، وعارضة، وممثلة أفلام بريطانية، ولدت في باث.

## وصلات خارجية
- أنجليكا ماندي على موقع IMDb (الإنجليزية)
- أنجليكا ماندي على موقع ألو سيني (الفرنسية)
- أنجليكا ماندي على موقع أول موفي (الإنجليزية)
- أنجليكا ماندي على موقع قاعدة بيانات الأفلام السويدية (السويدية)
- أنجليكا ماندي على موقع قاعدة بيانات الفيلم (الإنجليزية)
- أنجليكا ماندي على موقع كينوبويسك (الروسية)